# Шарманка

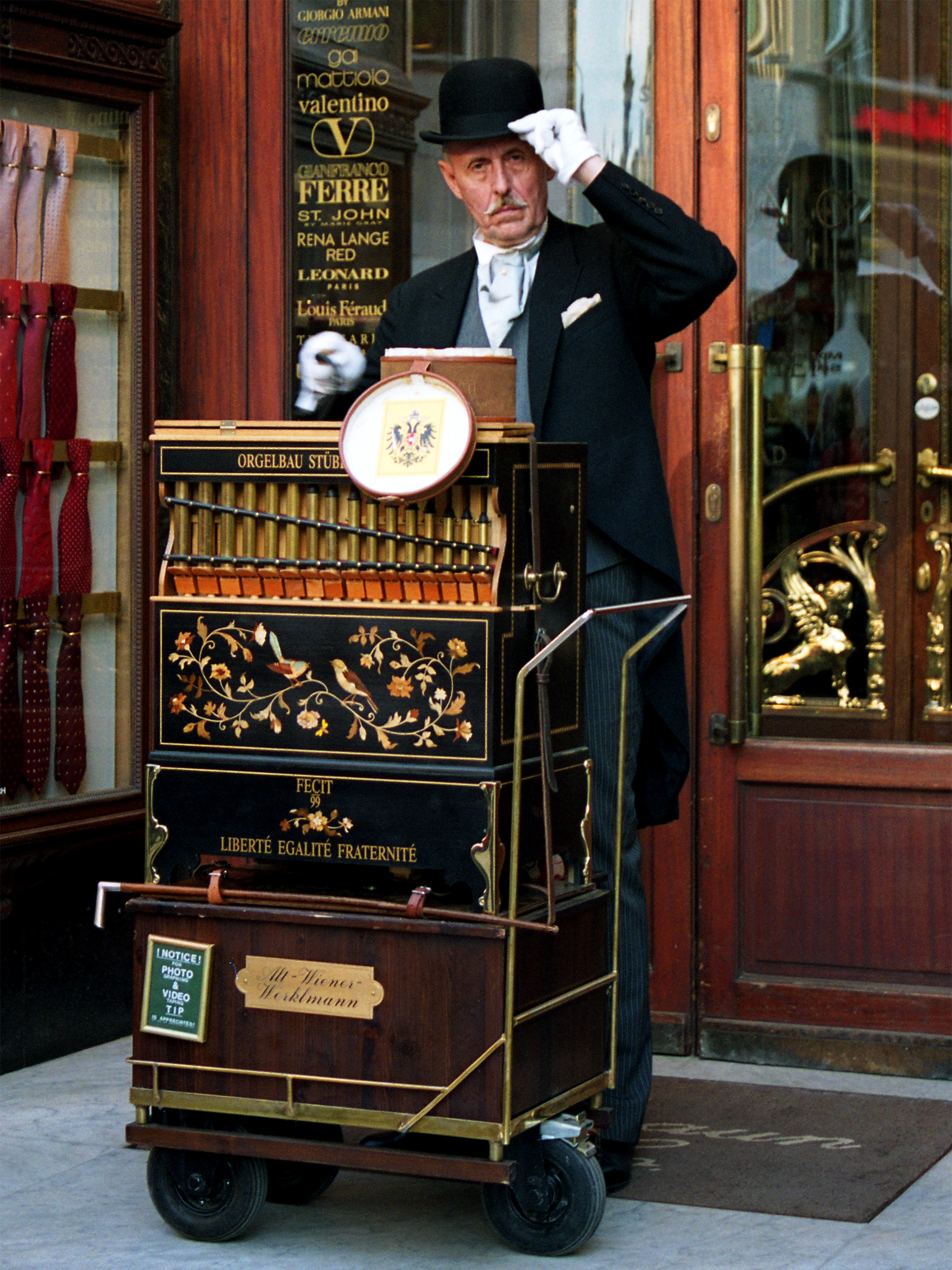
Шарманщик на вулиці Відня, Австрія

Шарма́нка, заст. катери́нка (від фр. Charmante Catherine — «Прекрасна Катрі́н», назви однієї з перших пісень, що виконувалися на катеринці) — механічний музичний інструмент: переносний орган без клавіатури, що відтворює наперед записані на валику композиції.
Музикант (часто, бродячий), виконавець мелодій на шарманці називається «шарманщиком».

## Конструкція
Катеринка оснащена набором трубок, що відтворюють звуки певної висоти, валиком і міхами. Обертаючи корбу приводять у дію валик і механізм помпування повітря. На валику розміщено шпильки, які зачіпають клапани трубок, відкриваючи до них доступ повітря, і тим самим утворюючи мелодію. Оскільки валик міг відтворювати лише одну композицію, існувала можливість змінювати валики.

## Історія появи
Перші повноцінні кресленики цього інструмента датуються 1615 роком. Існують згадки про патент, наданий конструктору органів Єгану ван Стенкену (Jehan van Steenken) з того часу.

## Катеринка в культурі
- Вольфганг Амадей Моцарт написав Andante для катеринки[5].
- Образ катеринщика як бідного музиканта використовується, наприклад, у повісті-казці «Золотий ключик, або Пригоди Буратіно» — катеринщиком є тато Карло.
- Відлуння звуку катеринки відображені Д. Д. Шостаковичем у п'єсі «Полька-шарманка» (з Балетної сюїти № 1).
- Шарманці або катеринці присвячено вірш Ліни Костенко «Старої казки пісня лебедина...».

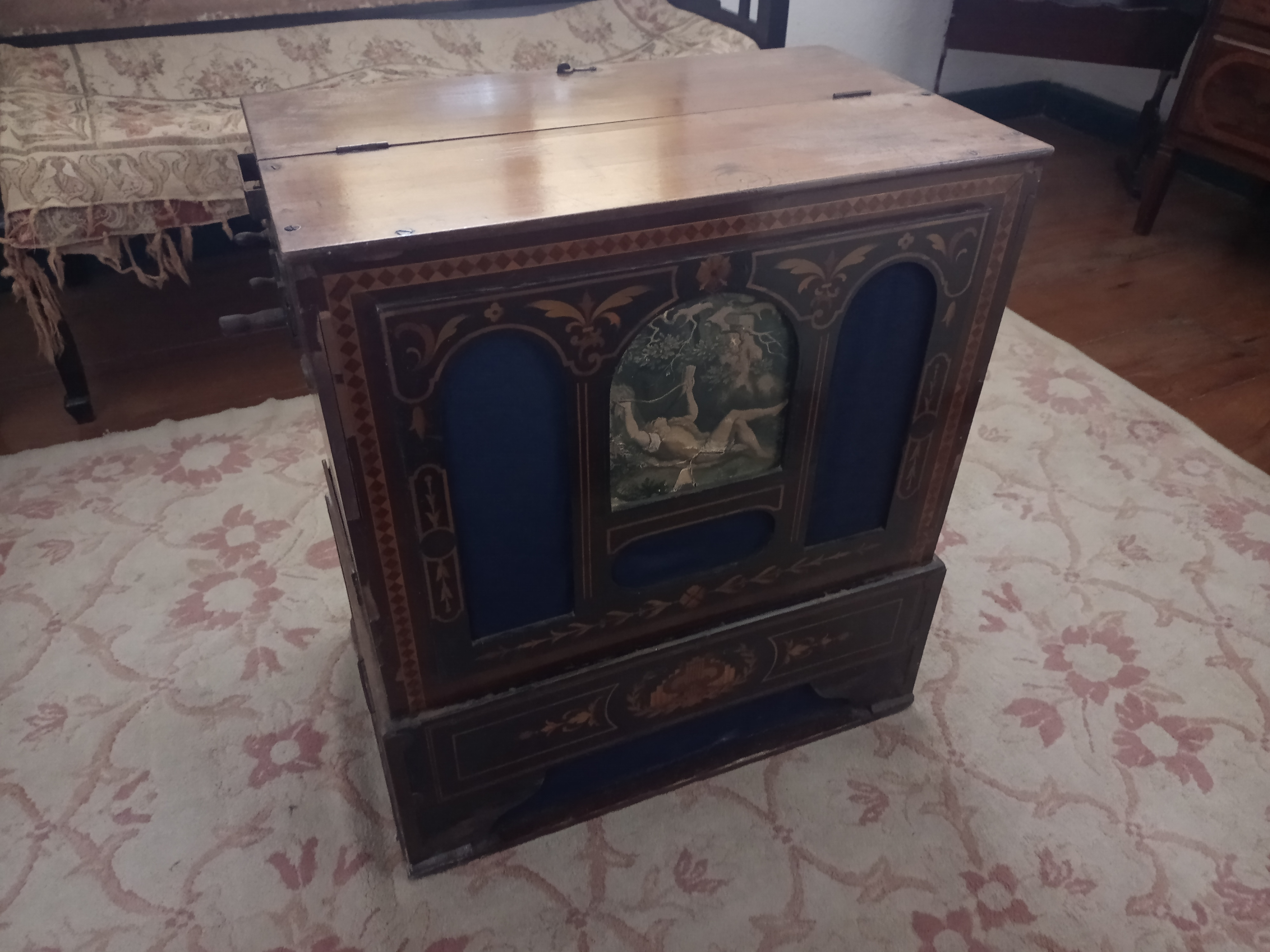
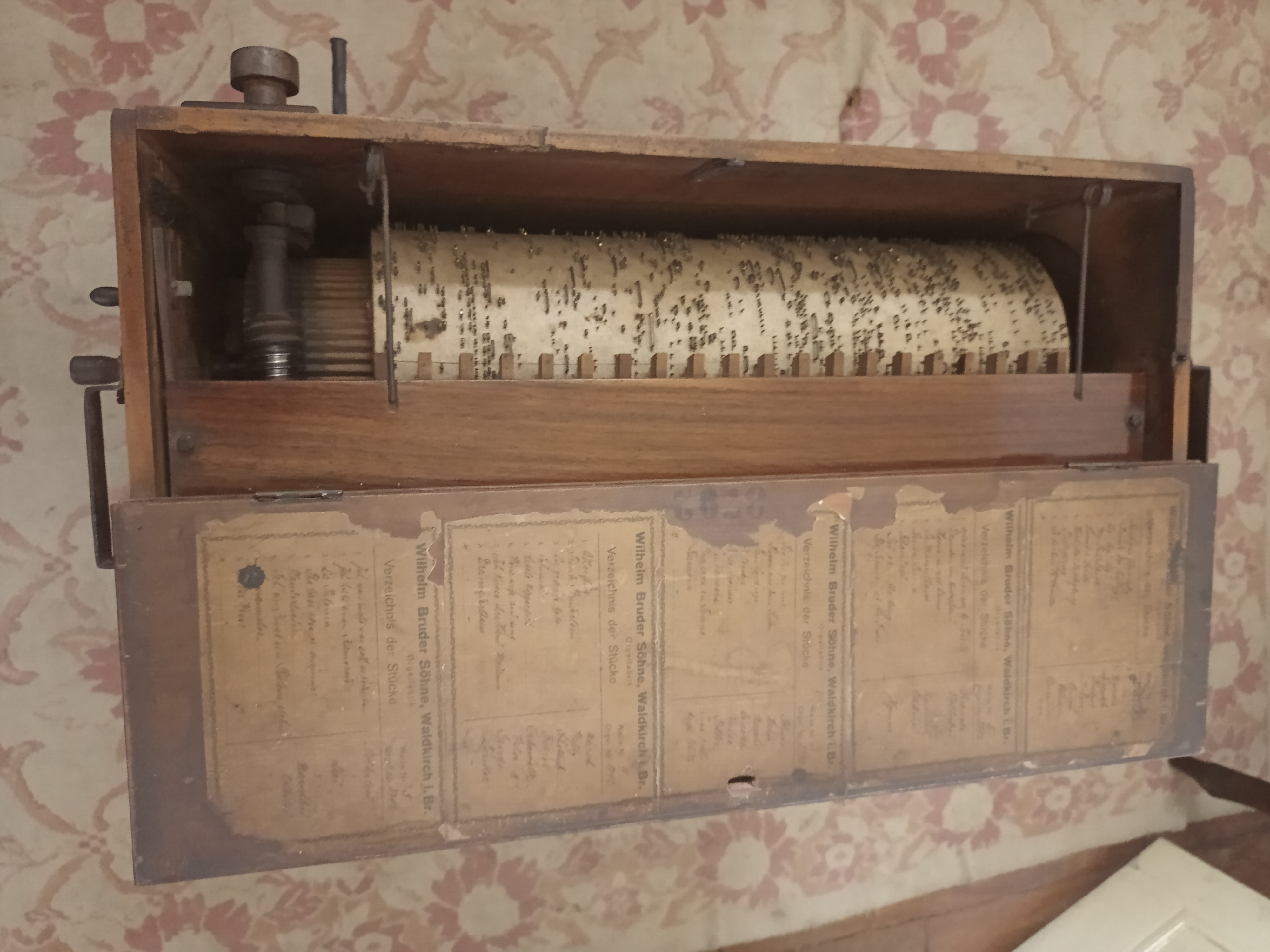
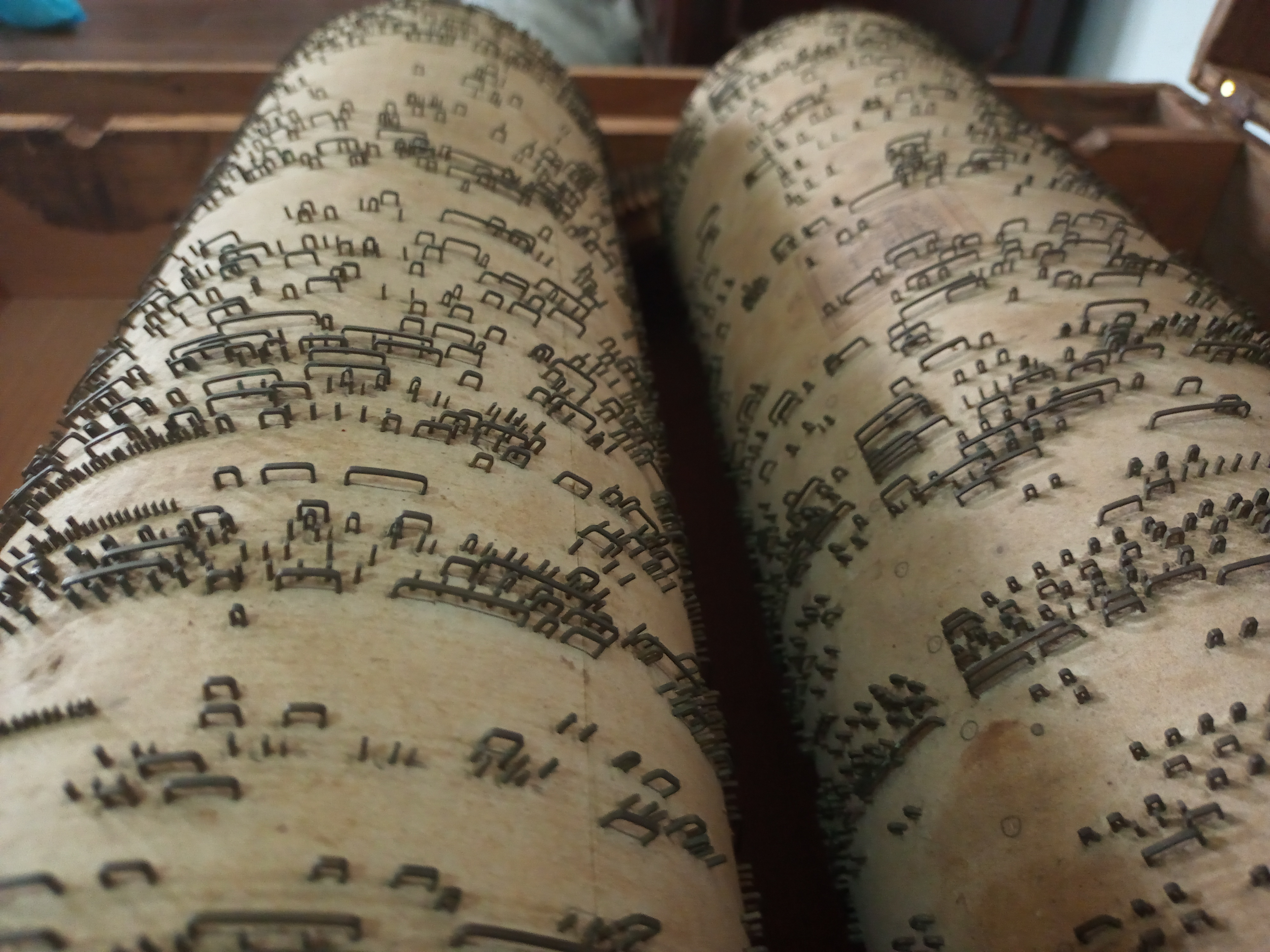
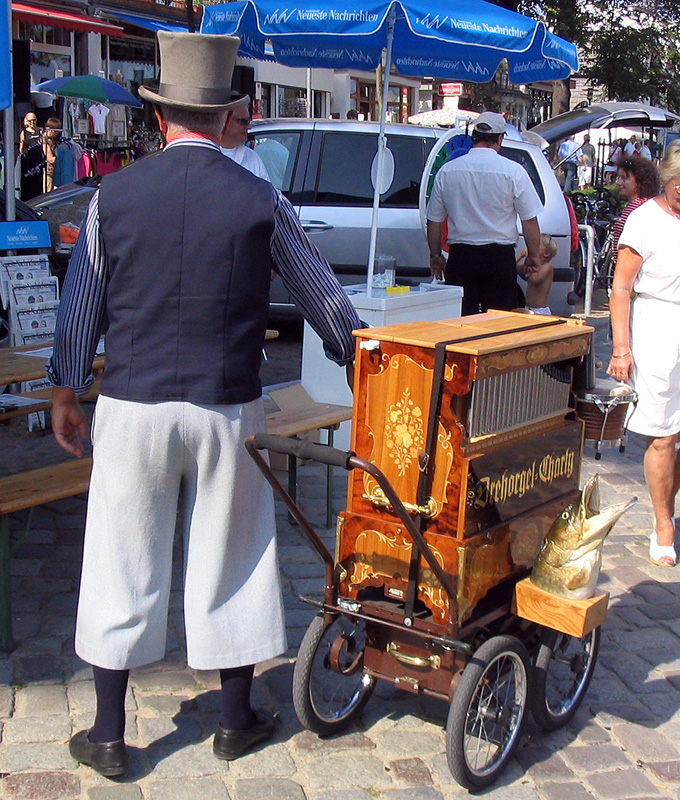